# Postapalota (Nápoly)
A nápolyi posta palotáját az 1930-as évek elején építették a San Giuseppe Carità negyed egy részének szanálásával, az olasz racionalizmus jegyében. Tervezője Giuseppe Vaccaro volt. Legjellemzőbb vonása az íves, márványborítású homlokzat. A legfelső emeleten a Tucci újsággyűjtemény található.